# Sa Sainteté
L'appellation Sa Sainteté (également utilisée sous la forme Votre Sainteté) est le traitement accordé aux plus hautes autorités de certains groupes religieux.

## Étymologie
Le titre vient du latin sanctĭtas (sainteté), lui-même dérivé de sanctus (saint). Le titre est attesté pour la première fois au XIVe siècle.

## Utilisation
- Dans le catholicisme, il était à l'origine utilisé pour tous les évêques, mais depuis le VIIe siècle, il n'est plus utilisé que pour les papes, les patriarches et certains gouverneurs séculiers. Depuis le XIVe siècle, son usage est réservé au pape et aux patriarches[1]. Ce titre était également porté par le pape émérite Benoît XVI[3] (mort en 2022[4]).
- Dans l'Église copte orthodoxe, le titre est utilisé pour désigner le pape de l'Église copte orthodoxe (pape d'Alexandrie).
- Il est utilisé en référence à certains autres patriarches chrétiens de l'Église orthodoxe, notamment Bartholomée Ier de Constantinople[5],[6].
- Dans le bouddhisme tibétain, le dalaï-lama est communément désigné par ce titre[7].
- Dans l'hindouisme, en Inde, le titre de Sa Sainteté est donné aux shankaracharya, les plus hautes autorités spirituelles. C'est ainsi que Maharishi Mahesh Yogi, fondateur du mouvement de la méditation transcendantale, était appelé par ses disciples.

Le titre est utilisé officiellement dans le protocole diplomatique international sans tenir compte de ses origines doctrinales, philosophiques et théologiques.
|                               |
| Sa Sainteté le pape Léon XIV. |

|                                                     |
| Sa Sainteté le pape Théodore II, pape d'Alexandrie. |

|                                                     |
| Sa Sainteté Bartholomée Ier, patriarche œcuménique. |

|                                |
| Sa Sainteté le 14e dalaï-lama. |